# Culinária africana
Culinária africana é parte integrante das diversas culturas do continente africano. A evolução dessa culinária está ligada à vida dos povos nativos, influenciada por práticas religiosas, clima e agricultura local. As sociedades africanas iniciais eram compostas por caçadores-coletores que buscavam frutas, vegetais, nozes e caçavam animais como sustento. Com o desenvolvimento da agricultura, houve mudança para estilos de vida mais sedentários, com cultivo de cereais como milho-painço, sorgo e, posteriormente, milho. Isso também gerou diversidade de tradições culinárias, distintas conforme a religião. Muitos pratos tradicionais se baseiam em dietas vegetais e de sementes.
Cada região da África desenvolveu práticas culinárias próprias, usando ingredientes locais, história colonial e comércio. Na África Ocidental, por exemplo, pratos frequentemente utilizam arroz, painço e feijão, acompanhados de ensopados picantes com peixe, carne e verduras. Pimenta, amendoim e óleo de dendê são comuns na região. Já a culinária da África Central tende a ser mais simples, baseada em alimentos amiláceos como mandioca e banana-da-terra, servidos com molhos preparados com amendoim ou vegetais. Na África Oriental, especialmente em países como Quênia, Tanzânia e Uganda, a culinária usa praticas agrícolas locais e influências de rotas comerciais com Índia e Oriente Médio. Alimentos básicos como milho, feijão e arroz são consumidos junto de pratos como o ugali (papas à base de milho) e o sukuma wiki (verdura refogada). Nas áreas costeiras da África Oriental, especialmente na costa suaíli, há abundância de frutos do mar e curries temperados com especiarias como cardamomo e cravo, influências diretas de comerciantes indianos e árabes. Na África Austral, a culinária mistura ingredientes autóctones e influências coloniais. Pratos como pap (papas de milho) e biltong (carne seca) são comuns em países como África do Sul, Botswana e Namíbia. A alimentação se caracteriza por carnes de caça, milho, feijão e influências europeias introduzidas na época colonial. Tradicionalmente, as diferentes culinárias da África utilizam combinação de ingredientes vegetais e de sementes, sem depender de alimentos importados. Em algumas regiões, a dieta tradicional inclui abundância de tubérculos.
Mesmo as diferenças regionais, o uso de ingredientes locais e técnicas culinárias tradicionais continua na identidade gastronômica do continente. As regiões África Central, África Oriental, África do Norte, África Austral e África Ocidental têm pratos, técnicas e formas de consumo distintos.

## História
As raízes da culinária nativa africana remontam a milhares de anos antes da Idade do Bronze, no Nordeste da África, quando civilizações começaram a cultivar grãos como cevada e trigo. Parte do Norte da África está na região do Crescente Fértil, onde a agricultura sedentária foi praticada pelos antigos egípcios. Animais como burros e ovelhas também foram domesticados, iniciando a disseminação da agricultura para outras partes, especialmente a África Ocidental, embora a maioria das tribos ainda mantivesse dieta de caçadores-coletores.
Explore-dores árabes como Leo Africanus e Ibn Battuta relataram alimentos africanos durante suas viagens pela África Subsaariana. Muitos viajantes europeus até o século XIX permaneceram próximos às zonas costeiras e também registraram comidas e culturas agrícolas. Ingredientes hoje fundamentais como milho e batata só se popularizaram no século XIX, após colonização europeia.
O impacto da culinária africana no Caribe, Brasil e nas cozinhas Lowcountry e Cajun dos EUA evidencia-se em pratos de arroz e ensopados verdes como efo, duckanoo e callaloo. O quiabo, oriundo da África, é usado no tradicional gumbo da Louisiana, e o cultivo de arroz nos Estados Unidos foi influenciado por técnicas ocidentais de cultivo vindas da África Ocidental. A culinária Lowcountry é reconhecida por seus pratos de arroz característicos.
A culinária africana também é influenciada e aparentada a outras tradições alimentares regionais. Por exemplo, a culinária do norte da África compartilha elementos com a culinária berbere e a culinária mediterrânea.

## Tipologia
Em todo o continente, as culinárias africanas costumam se basear em produtos locais como frutas, vegetais, grãos, leite e carne. Em grande parte da África tropical, o leite de vaca é pouco consumido devido a doenças que afetam o gado, sendo mais comuns produtos fermentados como o leite talhado e o soro. As preferências alimentares e os hábitos dietéticos variam amplamente conforme a região, a cultura e o grupo étnico. Ainda assim, muitas tradições alimentares africanas compartilham o uso de bases ricas em amido  como mandioca, banana-da-terra, sorgo, milheto ou milho geralmente servidas com molhos, vegetais, peixe ou carne.

## África central
A África Central abrange desde os Montes Tibesti ao norte até a vasta bacia florestal do rio Congo, os planaltos de Kivu e a savana de Katanga.
Essa região sofreu influência culinária dos suaílis (cultura que surgiu da combinação de Bantos, iemenitas, omanenses e indianos) durante o comércio transaariano de escravos. Influências suaílis aparecem em pratos como mandazi, arroz pilau, kachumbari, sambusa e kuku paka.
A influência portuguesa é marcante em Angola, São Tomé e Guiné Equatorial. O peixe salgado foi introduzido no final do século XVII, sendo originalmente chamado makayabu (do português bacalhau) em língua kikongo. A culinária da África Central também é influenciada pelas regiões Oriental, Ocidental e Austral por proximidade: pratos como bobotie vêm do sul, nyama choma do leste, e o molho gombo da África Ocidental.
Na região são cultivados inhame, mandioca, banana, batata-doce e cocoyam, que formam a base alimentar local. Alimentos tipo fufu são feitos geralmente de mandioca fermentada, mas também de banana-da-terra, milho ou inhame, servidos com carnes grelhadas, peixes, ensopados, verduras e pimenta. Ingredientes locais são usados em outros pratos, como ensopado de espinafre com tomate, pimentas, cebola e manteiga de amendoim.

### Países
- Culinária angolana
- Culinária da Guiné Equatorial
- Culinária de São Tomé e Príncipe

## África oriental
Ugali, aqui com repolho, embora seja mais típico consumi-lo com couve‑manteiga (sukuma wiki)
A culinária da África Oriental varia conforme a região. Na savana interior, costumes de povos pastorais fazem a carne ser pouco consumida. Gado era visto como forma de riqueza e não alimento.
Em algumas áreas há consumo de leite e sangue de gado, mas a carne é rara. Outros grupos são agricultores que cultivam grãos e vegetais. O milho é base do ugali, similar ao fufu da África Ocidental e Central, consumido com carnes ou ensopados. Em Uganda, bananas verdes cozidas chamadas matoke fornecem a base do prato.
Há cerca de 1 000 anos, mercadores omanitas e iemenitas se estabeleceram na Costa Suaíli. Influências do Oriente Médio fazem parte da culinária tua, como arroz cozido com especiarias estilo persa; açafrão, cravo, canela e outras especiarias, além de suco de romã.
Séculos depois, britânicos e indianos trouxeram alimentos como curries vegetais condimentados, sopas de lentilha, chapatis e conservas, que influenciaram pratos locais. Ingredientes comuns incluem laranjas, limões, limas, pimentas, pimentão, milho, tomate e morango.
No Chifre da África, a culinária tradicional da Eritreia e Etiópia inclui tsebhis (ensopados) servidos com injera (pão achatado de teff, trigo ou sorgo) e hilbet (pasta de leguminosas, principalmente lentilhas e favas). A culinária etíope e eritreia, especialmente no norte, é muito similar, pela história compartilhada.
Há variações regionais. Nos planaltos etíopes, injera é base diária e consumido entre pessoas tigrinhas. Feito de teff, trigo, cevada, sorgo ou milho, tem textura espongiosa e ligeiramente azeda. Ao comer, compartilha-se alimento numa bandeja central sobre mesa baixa. Vários injera são sobrepostos e cobertos por ensopados condimentados. Os comensais rasgam pedaços da injera individual e os mergulham nos ensopados.
Nas regiões baixas, o prato principal é akelet, um tipo de mingau de farinha de trigo. Usa-se concha para retirar a parte superior, recheada com berbere e molho de manteiga, cercada por leite ou iogurte. Pedaços de massa quebrada são usados para pegar o molho.
Pratos etíopes/eritreus são compostos por acompanhamentos de legumes ou carnes, geralmente wat, ensopado, servido sobre injera, pão azedo de teff. Não se usa talheres; injera serve de colher. Tihlo, preparado com farinha de cevada torrada, é popular entre os amharas e tigras. A culinária tradicional evita porco ou mariscos por estarem proibidos na fé ortodoxa etíope/judaica. É comum comer do mesmo prato central com outras pessoas.
Na Somália, a culinária varia por região e é fruto de fusões diversas. Apesar da variedade, todos os alimentos são halal: não há pratos com porco, bebidas alcoólicas não são servidas, nada que morreu sozinho é consumido e não se usa sangue. O almoço (qaddo) costuma ser elaborado.
Variedades de bariis (arroz), especialmente o basmati, são comuns como prato principal. Especiarias como cominho, cardamomo, cravo, canela e sálvia aromatizam os diferentes pratos de arroz. Os somalis jantam por volta de 21 h. Durante o Ramadã, o jantar é servido após as orações Tarawih, às vezes até as 23 h.
Xalwo (halwo), versão somali de halva, é confeitaria típica em ocasiões como Eid ou casamentos. Feita com açúcar, amido de milho, cardamomo em pó, noz‑moscada e ghee. Às vezes adicionam amendoim. Após as refeições, é comum perfumar o lar com incenso (lubaan ou cuunsi) em braseiro chamado dabqaad.
A segurança alimentar e nutricional na África Oriental (Ruanda, Burundi e Sudão do Sul) enfrenta seca, conflito e instabilidade econômica desde os anos 1990. A situação atual combina baixa disponibilidade de alimento com alta desnutrição infantil. Solução proposta foca no aumento da produção local de alimentos, por meio de melhoria da produtividade agrícola e manejo de água, para ajudar agricultores a cultivar mais por ano e gerar empregos.

## África do norte
Na África do Norte, pesquisadores identificaram perda e desperdício de cerca de 30 % dos alimentos, tendência a crescer com o aumento da população. Isso ocorre por falta de refrigeração e armazenamento. Para contornar, desenvolveram pratos e técnicas de conservação usando todas as partes das plantas (folhas, caules, flores, frutos, sementes) e partes comestíveis dos animais (gordura, ossos para caldos).
A África do Norte situa-se ao longo do Mar Mediterrâneo e inclui países como Marrocos, Argélia, Líbia, Tunísia e Egito. Suas raízes culinárias remontam aos antigos impérios do Norte africano, especialmente o Egito, com tradições que datam da antiguidade.
Ao longo dos séculos, comerciantes, viajantes, invasores e imigrantes influenciaram essa culinária. Os fenícios do século I trouxeram linguiças, enquanto os cartagineses introduziram trigo e semolina, que os berberes adaptaram ao cuscuz, alimento básico. Azeitonas e azeite foram usados antes da chegada dos romanos.
Desde o século VII, árabes introduziram especiarias (açafrão, noz‑moscada, canela, gengibre e cravo), enriquecendo sabores da região. Otomanos trouxeram doces e pães, e do Novo Mundo vieram batata, tomate, abobrinha e pimenta.
A maioria dos países do Norte africano compartilha pratos semelhantes, às vezes com nomes diferentes para receitas quase idênticas (como a tangia marroquina e a coucha tunisiana, ensopados montados em ânfora e assados em forno público), ou mesmo pratos diferentes com o mesmo nome (tajine marroquina é ensopado lento, enquanto tajine tunisiano é tipo omelete/quiche). Há diferenças no estilo entre cozinhas: desde sofisticados sabores da culinária de palácio marroquina até pratos picantes tunisianos e culinárias mais simples do Egito e Argélia.

## África austral
Na África Austral (região, não o país), a culinária às vezes é chamada de “cozinha arco‑íris”, por misturar sociedades indígenas africanas, europeias e asiáticas. Para entender sua culinária indígena, é preciso conhecer os povos originais: os Bantos (grandes cultivateurs e pastores) e os Khoisan (caçadores-coletores). Os Bantos trouxeram agricultura, pecuária e metalurgia, cultivando grãos e criando gado. Os Khoisan, originalmente caçadores-coletores, alguns passaram a criar gado, mas não cultivavam.
A dieta de descendentes reflete tradições indígenas: carne assada, carne seca (biltong), cerveja tradicional fermentada por mulheres. O churrasco (braai) e o biltong permanecem populares. Cerveja fermentada era comum e valorizada socialmente. O leite era componente importante da dieta; era fermentado naturalmente por falta de refrigeração. Ainda hoje, muitos sul-africanos consomem produtos lácteos fermentados similares ao buttermilk, iogurte e creme azedo.
Nos finais de semana há braai com pap (papas de milho) e vleis (carne grelhada). Ingredientes básicos incluem frutos do mar, carnes (incluindo caça), aves, grãos, frutas frescas e vegetais. Frutas como maçã, uva, manga, banana, mamão, abacate, laranja, pêssego e damasco são comuns. Sobremesas podem ser frutas ou pudins ao estilo ocidental, como malva pudding, inspirado em culinárias britânica e holandesa. Carnes incluem cordeiro, caça como veado, avestruz, impala. Frutos do mar incluem lagostins, camarões, atum, mexilhões, ostras, lula, cavala e lagosta. Bebidas incluem cervejas europeias e outras tradicionais.

### Pratos notáveis
- Inyama yenhloko

### Países
- Culinária de Lesoto
- Culinária da Namíbia
- Culinária da África do Sul
- Culinária de Moçambique

## África Ocidental
Uma refeição típica da África Ocidental é composta por alimentos amiláceos e pode incluir carne, peixe, diversas especiarias e ervas. Ingredientes básicos incluem fufu, banku, kenkey (Gana), foutou, cuscuz, tô e garri, servidos com sopas e ensopados. Fufu pode ser feito de raízes como inhame, cocoyam ou mandioca, ou grãos como painço, sorgo ou banana-da-terra.
O grão ou amido preferência varia por região, embora o milho tenha ganho popularidade por ser barato, expandir em volume e apresentar textura desejada. Banku e kenkey são massas de milho; garri é preparado a partir de mandioca ralada seca. Pratos de arroz são comuns, especialmente na zona do Sahel. Exemplos são o thieboudienne (benachin) senegalês e o arroz jollof, prato pan‑ocidental semelhante ao kabsah árabe.
As sementes da pimenta-da-guiné (Aframomum melegueta), planta nativa da África Ocidental, eram usadas como tempero e chegaram à Europa por meio da África do Norte durante a Idade Média. Séculos antes da influência europeia, ocidentais africanos comerciavam com o mundo árabe, usando especiarias como canela, cravo e hortelã como temperos locais. Após os portugueses, franceses e britânicos chegarem, a influência europeia foi limitada.
A culinária regional ainda se mantém profundamente ligada ao costume local, com ingredientes como arroz nativo (Oryza glaberrima), arroz, fonio, painço, sorgo, amendoins (Bambara e Hausa), feijão-fradinho, feijão-barbudo, raízes como inhame, cocoyam, batata-doce e mandioca. Técnicas incluem assar, cozer, ferver, fritar, amassar e temperar. Preparam-se também doces e salgados variados.
Técnicas culinárias mudaram. Antigamente, consumia-se menos carne e usavam-se óleos nativos (óleo de dendê na costa, manteiga de karité nas regiões do Sahel). Folhas de baobá e muitas verduras locais eram comuns em certas épocas do ano. Hoje a dieta é mais rica em carne, sal e gorduras. Muitos pratos combinam peixe e carne, incluindo peixe seco e fermentado. Esse peixe é frito ou cozido em molho com pimentas, cebolas, tomates, especiarias (como soumbala) e água, formando ensopado de sabor intenso.
Em algumas áreas, carne de boi e carneiro são preferidas; carne de cabra é principal carne vermelha. Suya (espetinho de carne picante grelhado com amendoim e outras especiarias) é vendida nas ruas como lanche ou refeição leve, geralmente feita com boi ou frango. É comum o consumo de frutos do mar misturados a outras carnes. Galinha d’Angola e ovos de galinha também são preferidos.
Quanto às bebidas, água tem forte valor ritual em várias nações da África Ocidental, especialmente em áreas áridas; é sempre a primeira bebida oferecida ao visitante. Vinho de palma (bebida fermentada da seiva de palmeiras) é comum, vendido em versões doces (menos fermentado) ou azedas (mais fermentado). Cerveja de painço, também conhecida como cerveja banta, é bebida alcoólica feita de painço maltado.

### Países
- Culinária do Benin
- Culinária de Gana
- Culinária da Guiné-Bissau
- Culinária da Guiné
- Culinária da Costa do Marfim
- Culinária da Libéria
- Culinária do Mali
- Culinária da Mauritânia
- Culinária da Nigéria
- Culinária do Níger
- Culinária do Senegal
- Culinária da Serra Leoa
- Culinária do Togo

Sopa de Folha Amarga
Origem exata desconhecida, mas preparada e consumida há centenas de anos. Tradicionalmente, consiste em peixe, carne (geralmente bovina), folhas amargas, óleo de dendê e várias especiarias. Frutos do mar como camarão ou lagostim podem ser usados com peixe na preparação. Devido ao amargor, a folha amarga é lavada antes do cozimento. É amplamente consumida na África Ocidental, especialmente na Nigéria, associada ao povo Igbo e conhecida como Ofe Onugbu. Identificada como Vernonia amygdalina, planta nativa da África Subsaariana, o gosto amargo vem de alcaloides.